# Moretus (Mondkrater)
Der Mondkrater Moretus ist ein großes Ringgebirge nahe dem Südpol des Erdmondes mit einem Durchmesser von 111 bis 120 km.
Er stellt die am deutlichsten sichtbare Ringstruktur im südlichen Hochland dar, ist aber von der Erde nur unter flachem Winkel sichtbar (je nach Libration unter 13–26°). Der Innenrand des Kraterwalls ist stark strukturiert und weist mehrere Terrassen auf, ebenso der Zentralberg, der sich rund 2100 Meter über den Kraterboden erhebt. Die Terrassen und die Gliederung des Zentralbergs lassen sich bereits mit einem achtzölligen Fernrohr gut erkennen. Die gebirgige Region hinter dieser von der Erde nur ganz am Rand sichtbaren Region und hinter dem benachbarten Krater Manzinus wird auch Leibniz-Berge genannt, deren Höhen sich immer im Sonnenlicht befinden („Berge des ewigen Lichts“).

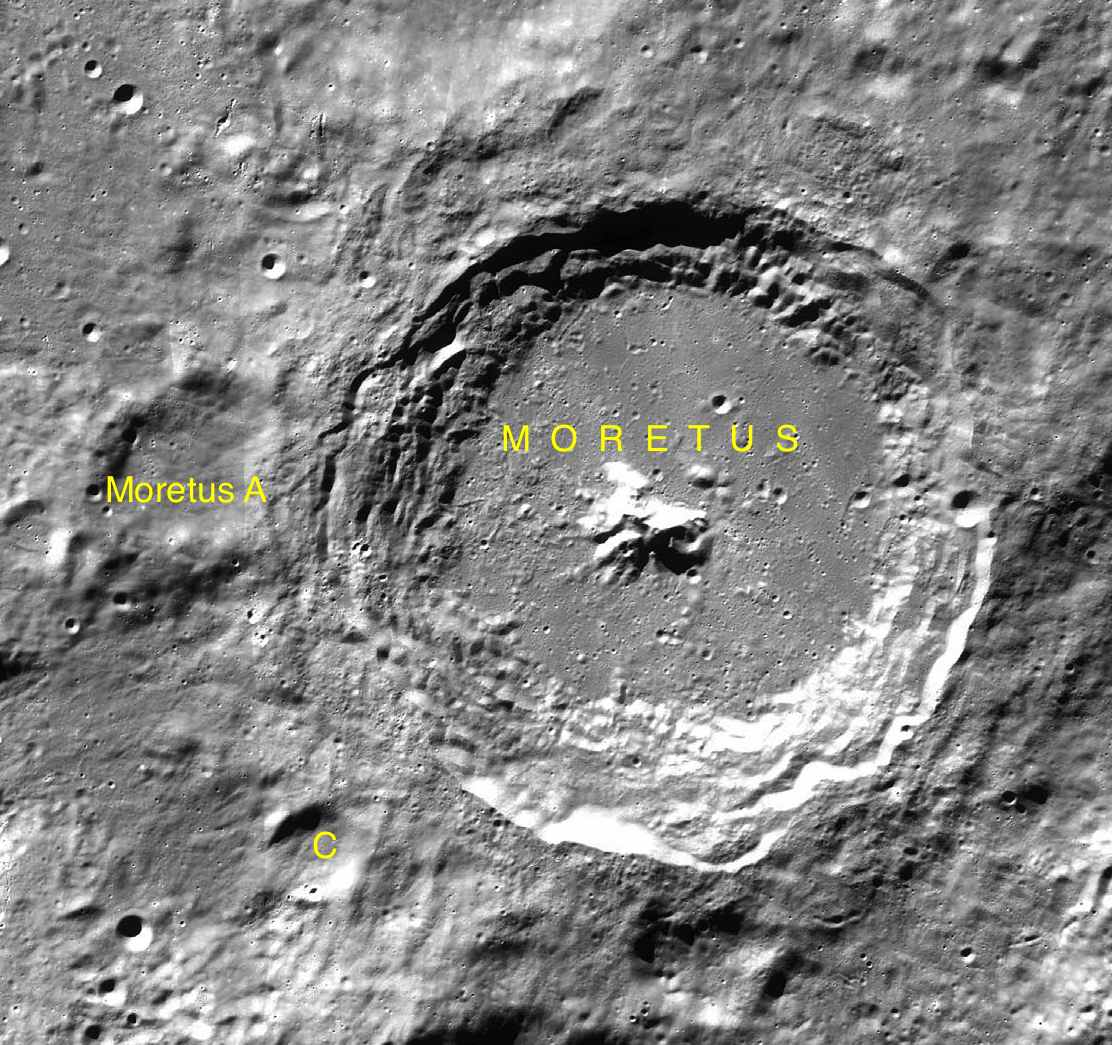
Moretus und seine Nebenkrater

Moretus hat zwei Nebenkrater:
| Buchstabe | Position           | Durchmesser | Link |
| --------- | ------------------ | ----------- | ---- |
| A         | 70,42° S, 13,98° W | 35 km       |      |
| C         | 72,6° S, 11,79° W  | 16 km       |      |